# سود بادآورده
سود بادآورده یا عواید بادآورده هر گونه‌ای از درآمد است که به طور غیرمعمول بسیار بالا یا سرشار باشد که می‌تواند ناگهانی و یا غیرمنتظره بدست آمده باشد. سود بادآورده را نفع بادآورده، نفع غیرمترقبه، منفعت خلاف انتظار، نفع سرشار، منفعت انتفاعی نیز می‌خوانند.

## گونه‌ها
نمونه‌‎هایی از سود بادآورده دربردارنده موارد زیر است:
- سود و منافع برگرفته از دگرگشت ماهیت حقوقی شرکت‎‌های تعاونی یا عمومی (خصوصی‌سازی
- ارث غیرقابل انتظار یا هدیه‎های بزرگ دیگر از سوی غیر
- برنده شدن جایزه بزرگ قرعه‌‎کشی شرکت‎ها
- برنده شدن در بخت‌آزمایی یا کامیابی در دیگر انواع قمار
- بازده سرمایه‌گذاری
- سود و عایدی ناشی از فروش‌های بزرگ
- برنده شدن در بازی‌‎های نمایش تلویزیونی
- پاداش به کارکنان
- سودهای ناشی از منابع طبیعی
- کمک‎های مالی خارجی
- ‌ عایدی ناشی از ادعای خسارت از بیمه
- مصالحه بر یک دعوی قضایی
- یافتن گنج و دیگر اشیای باارزش تاریخی

## کاربست‎ها
آنچه افراد با این سودهای بادآورده می‎‌کنند محل بحث و گفتگوست. با این حال بسیاری از اقتصاددانان بر این فرض هستند که به دلیل آن چه فرضیه درآمد همیشگی خوانده می‌شود، بخش بزرگی از این سودها پس‎انداز می‌شوند.